# 마쓰다 CX-4
마쓰다 CX-4(영어: Mazda CX-4)는 2016년 4월 베이징 모터쇼에서 선보인 소형 크로스오버 SUV이다.

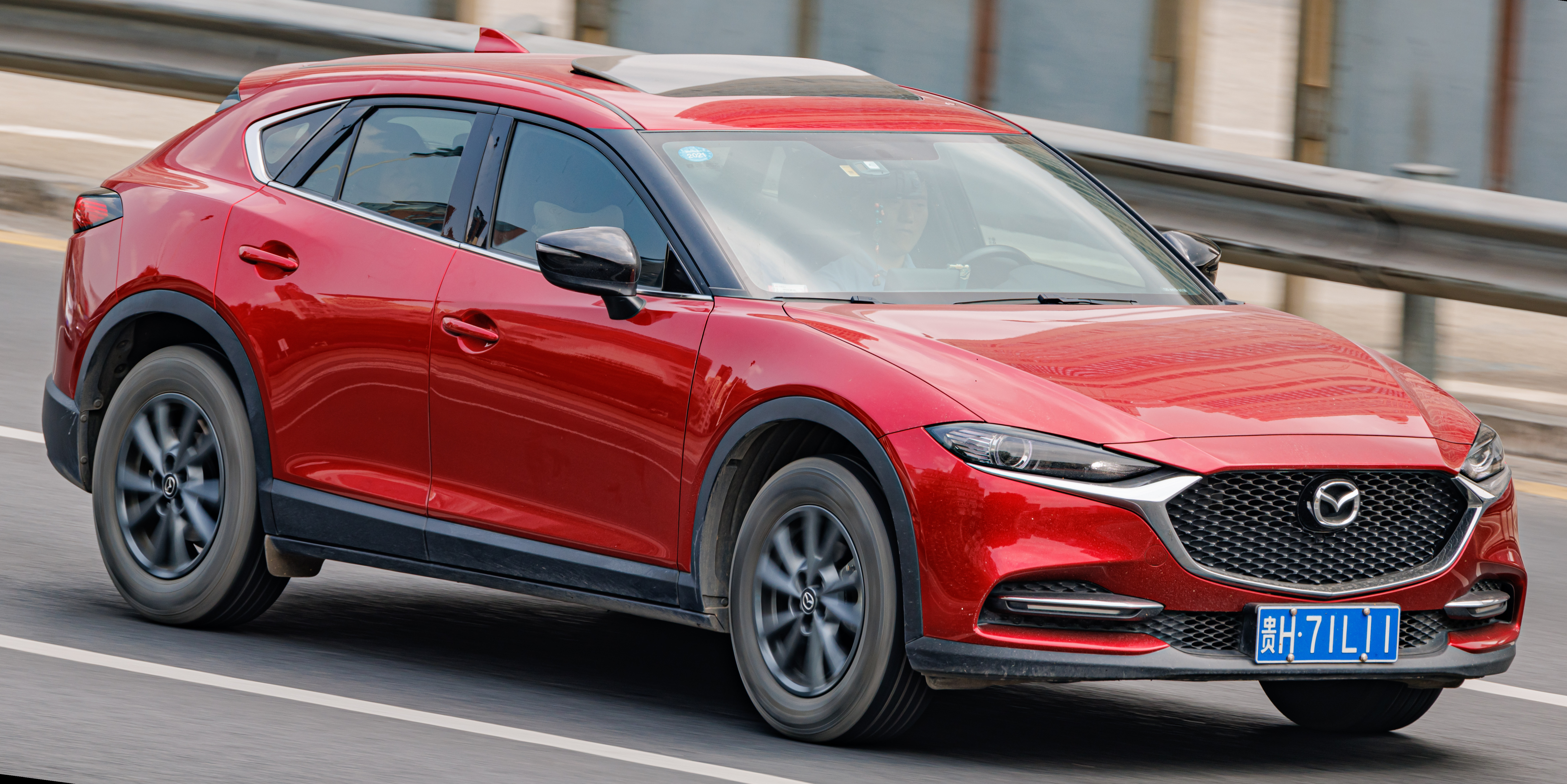
2020년 개량형 프런트

## 각주

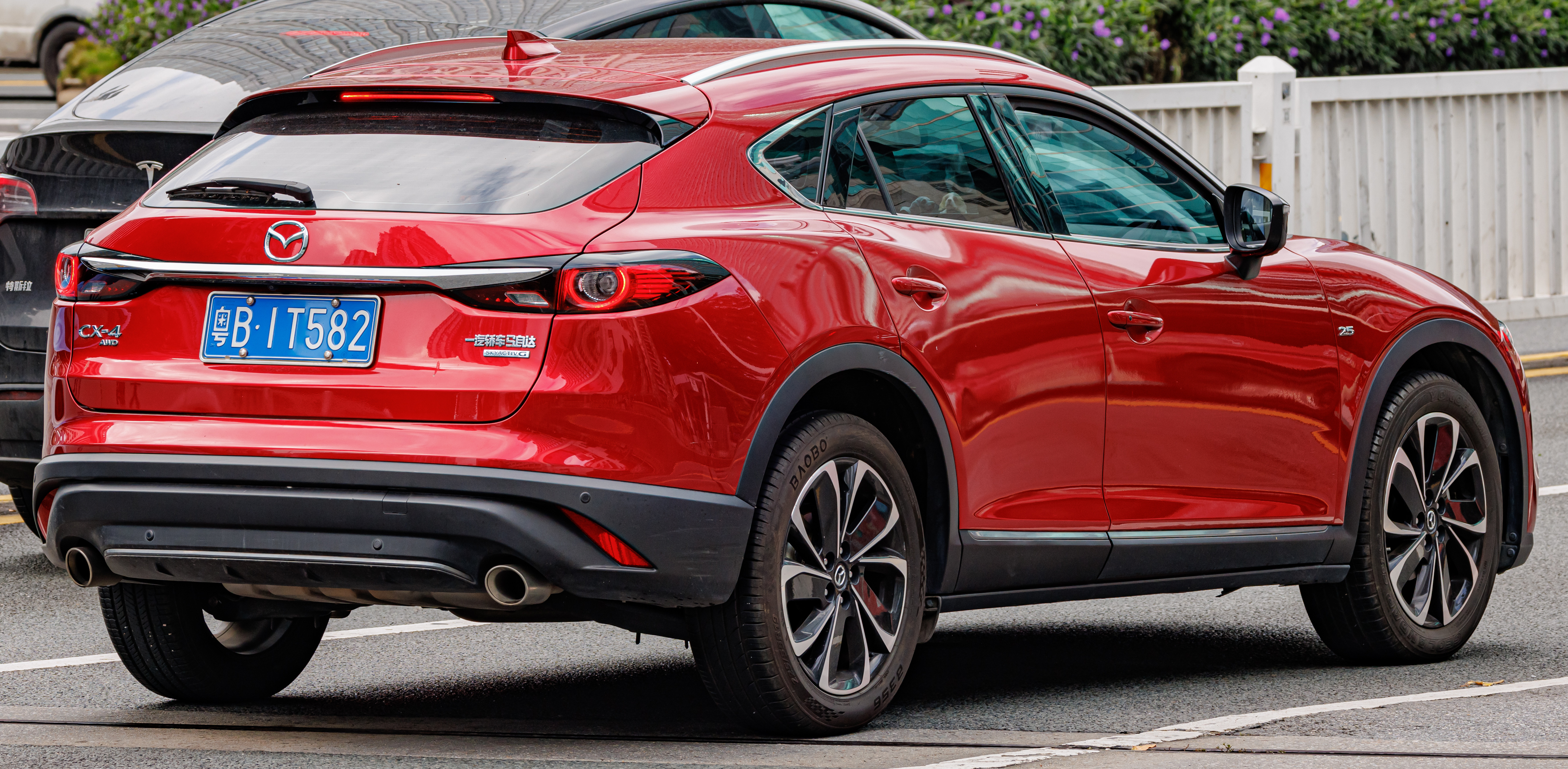
2020 개량형 리어